# Murinais
Murinais és un municipi francès situat al departament de la Isèra i a la regió d'Alvèrnia-Roine-Alps. L'any 2007 tenia 380 habitants.

## Demografia

### Població
El 2007 la població de fet de Murinais era de 380 persones. Hi havia 134 famílies de les quals 28 eren unipersonals (8 homes vivint sols i 20 dones vivint soles), 45 parelles sense fills, 49 parelles amb fills i 12 famílies monoparentals amb fills.
La població ha evolucionat segons el següent gràfic:
Habitants censats

### Habitatges
El 2007 hi havia 152 habitatges, 136 eren l'habitatge principal de la família, 9 eren segones residències i 6 estaven desocupats. 130 eren cases i 19 eren apartaments. Dels 136 habitatges principals, 100 estaven ocupats pels seus propietaris, 28 estaven llogats i ocupats pels llogaters i 8 estaven cedits a títol gratuït; 1 tenia una cambra, 5 en tenien dues, 16 en tenien tres, 38 en tenien quatre i 76 en tenien cinc o més. 96 habitatges disposaven pel capbaix d'una plaça de pàrquing. A 48 habitatges hi havia un automòbil i a 75 n'hi havia dos o més.

### Piràmide de població
La piràmide de població per edats i sexe el 2009 era:
| Homes | Edats   | Dones |
| ----- | ------- | ----- |
| 0     | 95 o +  | 0     |
| 0     | 90 a 94 | 0     |
| 4     | 85 a 89 | 4     |
| 0     | 80 a 84 | 8     |
| 12    | 75 a 79 | 16    |
| 8     | 70 a 74 | 0     |
| 8     | 65 a 69 | 8     |
| 4     | 60 a 64 | 8     |
| 20    | 55 a 59 | 4     |
| 16    | 50 a 54 | 20    |
| 20    | 45 a 49 | 12    |
| 16    | 40 a 44 | 16    |
| 8     | 35 a 39 | 8     |
| 12    | 30 a 34 | 12    |
| 16    | 25 a 29 | 8     |
| 4     | 20 a 24 | 8     |
| 12    | 15 a 19 | 20    |
| 12    | 10 a 14 | 20    |
| 4     | 5 a 9   | 4     |
| 8     | 0 a 4   | 4     |

## Economia
El 2007 la població en edat de treballar era de 255 persones, 182 eren actives i 73 eren inactives. De les 182 persones actives 170 estaven ocupades (99 homes i 71 dones) i 12 estaven aturades (3 homes i 9 dones). De les 73 persones inactives 17 estaven jubilades, 18 estaven estudiant i 38 estaven classificades com a «altres inactius».

### Ingressos
El 2009 a Murinais hi havia 143 unitats fiscals que integraven 371 persones, la mediana anual d'ingressos fiscals per persona era de 16.881 €.

### Activitats econòmiques
Dels 14 establiments que hi havia el 2007, 1 era d'una empresa alimentària, 5 d'empreses de construcció, 2 d'empreses de comerç i reparació d'automòbils, 1 d'una empresa d'hostatgeria i restauració, 1 d'una empresa immobiliària, 2 d'empreses de serveis i 2 d'entitats de l'administració pública.
Dels 6 establiments de servei als particulars que hi havia el 2009, 2 eren paletes, 2 lampisteries, 1 electricista i 1 restaurant.
L'any 2000 a Murinais hi havia 26 explotacions agrícoles que ocupaven un total de 451 hectàrees.

## Equipaments sanitaris i escolars
El 2009 hi havia una escola elemental integrada dins d'un grup escolar amb les comunes properes formant una escola dispersa.

## Poblacions properes
El següent diagrama mostra les poblacions més properes.